# Jingzhou
Jingzhou (mandarinski jezik 荆州) je grad na razini prefekture u kineskoj provinciji Hubei,  smješten na obalama rijeke Yangtze. U općini živi ukupno 6,3 milijuna, a u samom gradu 1,56 milijuna stanovnika.
Dana 12. srpnja 2016. godine dovršen je divovski, 58 m visoki i 1 320 t teški, spomenik kineskom nacionalnom junaku Guan Yuu u Jingzhouu.

## Vanjske poveznice
- Službena webstranica grada  Arhivirana inačica izvorne stranice od 3. studenoga 2015. (Wayback Machine)